# Bernstein (Gemeinde Hirschegg-Pack)
Bernstein ist eine Streusiedlung in der Weststeiermark in der Gemeinde Hirschegg-Pack im Bezirk Voitsberg, Steiermark.

## Ortsname und Geografie
Der Namensteil -stein leitet sich von der Bezeichnung für eine felsige Gegend, einen Stein oder Felsen ab, welcher wiederum nach einem Mann namens Pero oder Bero oder nach Bären benannt wurde.
Bernstein liegt im zentralen Teil der Gemeinde Hirschegg-Pack, südlich des Ortes Hirschegg, im südöstlichen Teil der Katastralgemeinde Hirschegg-Rein, auf einer Anhöhe über dem nördlichen Ufer des Bärenbaches, eines Zuflusses der Teigitsch.

## Geschichte
Bernstein entstand im 11. oder 13. Jahrhundert in einem hochmittelalterlichen Rodungsgebiet mit Einzelhöfen und Einödfluren. Die erste urkundliche Erwähnung des Ortes erfolgte 1395 als am Pernstain. Weitere Nennungen folgten 1456 als Pernstayn, 1497 als an Pernstain sowie schließlich 1883 als Bernstein.
Die Einwohner von Bernstein gehörten anfangs Hirschegger Amt und Orgelmeisteramt der Herrschaft Krems, welche dieses aber 1629 an das Stift Rein verkauften. Einige der Einwohner waren auch der Herrschaft Pack und Modriach sowie dem Stift St. Lambrecht unterstellt. Das Stift St. Lambrecht verkaufte sein Amt in Hirschegg im 16. Jahrhundert an die Ungnad von Weissenwolff. Ab 1805 gehörte Bernstein zum Werbbezirk der Herrschaft Lankowitz.

## Wirtschaft und Infrastruktur
Bernstein ist landwirtschaftlich geprägt.
Die Kinder des Ortes besuchen die Volksschule in Hirschegg.

## Bauwerke
Das Scherbauerkreuz, ein Tabernakelbildstock, wurde im 17. Jahrhundert als Pestkreuz errichtet und wurde 1986 stark beschädigt. Es dient heute als Hauskreuz.